# 脱劣勒赤
脱劣勒赤（羅馬化：Törelči，羅馬化：tūrāljī，见《史集》），又作脱列勒赤、脱栾赤附马，斡亦剌氏，蒙古帝国勋戚。
脱劣勒赤是斡亦剌部首领忽都合别乞之子，娶成吉思汗之女扯扯干为妻。他育有三子，分别为不花帖木儿、八立托、巴儿思不花。关于其女儿《史集》载有两种说法，一种认为其有两女，分别为亦勒赤黑迷失哈敦（阿里不哥元妃）和斡儿吉纳哈敦（即兀鲁忽乃，嫁给察合台之孙合剌旭烈兀）；另一种则认为其有四女，分别为古巴克哈敦（旭烈兀的第一位妻子）、斡儿吉纳哈敦、忽出哈敦（嫁给拔都次子秃罕）、完者哈敦（旭烈兀之妃）。《史集》作者拉施德丁认为后一种说法是正确的。